# Chrisjteni
Chrisjteni (bulgariska: Хрищени) är ett distrikt i Bulgarien.   Det ligger i kommunen Obsjtina Stara Zagora och regionen Stara Zagora, i den centrala delen av landet, 200 km öster om huvudstaden Sofia.
Trakten runt Chrisjteni består till största delen av jordbruksmark. Runt Chrisjteni är det ganska tätbefolkat, med 104 invånare per kvadratkilometer.